# Fé bahá'í e as religiões
De acordo com ensinamentos bahá´ís, todas as grandes religiões conhecidas, provém de um só Deus.

## Profetas
São os Fundadores das religiões, também conhecidos como Manifestantes ou Mensageiros de Deus. Os escritos bahá'ís ensinam que cada Profeta surge em determinadas épocas e em intervalos convenientes de tempo. Proclamam Sua missão, abandonando tudo o que possuem, muitos Deles já nascem pobres e tem de enfrentar grande repressão e revolta por parte de pessoas proeminentes do governo ou civis. Os ensinamentos bahá'ís enfocam sobre esses Profetas fundadores das religiões mundiais independentes, sendo: Krishna, Abraão, Moisés, Buda, Zoroastro, Cristo, Maomé, O Báb e Bahá'u'lláh.
| “ | E desde que não pode haver laço de intercurso direto para ligar o Deus Uno e Verdadeiro à Sua criação, nem pode existir qualquer semelhança entre o transitório e o Eterno, o contingente e o Absoluto, Ele ordenou que em cada era e dispensação uma Alma pura e imaculada se manifestasse nos reinos da terra e do céu. | ” |

## A Unidade das religiões
De acordo com os bahá´ís a cada nova era, seguindo a Vontade do Criador, é enviado à humanidade um novo Manifestante. Esse Profeta traz uma nova Revelação em detrimento a novas condições em que se encontra a humanidade, esta sempre evoluindo, e conforme evolui, novos problemas surgem, suplicando por novas soluções.
A Unidade da Religião consiste em que cada religião, embora surgidas em épocas diferentes são originadas por Vontade Divina. Deus é Um só, Sua religião então é Uma.
Exemplificando, a humanidade assemelha-se a uma criança na escola primária, ao terminar o ano pedagógico e ter aprendido muitas coisas novas o professor adverte-a de que no próximo ano virá um novo professor, trazendo uma nova apostila com conhecimentos mais abrangentes. Imagine se a criança pensasse que seria melhor continuar na 1ª série com o mesmo professor, pois essa seria suficiente para sua vida? Seria melhor que ela fosse para a 2ª, depois 3ª e assim sucessivamente. A humanidade, como essa criança, desenvolve-se, adquire novas habilidades e precisa ao mesmo tempo renovar seus conceitos e qualidades.
Por esse motivo está assim determinado que a cada época um Novo Manifestante deve vir. Um Novo Profeta não anula o anterior, pois uma verdade não anula ou reduz a outra.
| “ | O que queremos dizer é isto: a religião de Deus é uma só e é o meio de educar a humanidade, mas, ainda assim, deve necessariamente ser renovada. Quando plantas uma árvore, sua altura aumenta dia a dia. Nela aparecem folhas e flores e deliciosos frutos. Contudo, depois de longo tempo a árvore envelhece e não há mais qualquer frutificação. Então o Lavrador da Verdade retira a semente dessa mesma árvore e planta-a em solo puro, e - eis! - lá está a primeira árvore, assim como era antes." | ” |

Os bahá'ís denominam esse conceito de revelação progressiva, e que nesta época, a humanidade atinguiu a maturidade espiritual, onde a unidade mundial deva ser realizada, em cumprimento às profecias de todas as religiões do passado.
| “ | A Terra é um só país, e os seres humanos seus cidadãos. | ” |